# Joel Obi
Joel Chukwuma Obi, ou simplesmente Joel Obi (Lagos, 22 de Maio de 1991), é um futebolista nigeriano, que atua como meia. Atualmente joga no Reggina.

## Carreira
Jogador corajoso, bom na defesa e recuperar bolas, Joel Obi é um meio-campista de contenção que tem o ritmo e correr a sua principal característica. Obi começou a sua carreira de piloto na juventude do Nepa Lagos, na Nigéria. Em julho de 2005, passou da categoria equipe juvenil na categoria até a primavera. No verão de 2010 é a primeira equipe liderada por Rafael Benitez. Ele fez sua estreia oficial 29 de setembro de 2010 na Liga dos Campeões com uma vitória por 4-0 em  cima do Werder Bremen.

## Títulos
Internazionale
- Copa do Mundo de Clubes da FIFA: 2010
- Coppa Italia: 2010-11